# Beba (jezik)
Beba jezik (baba’zhi, babadji, batadji, bazhi, beba’, bebadji, biba, bombe, mubadji, shishong; ISO 639-3: bfp), nigersko-kongoanski jezik uže skupine wide grassfields, kojim govori 3 000 ljudi (2002 SIL) u provinciji Southwest.
Jedan od od devet jezika podskupine ngemba.

## Vanjske poveznice
- Ethnologue (14th)
- Ethnologue (15th)